# Piedra de Sueno
La Piedra de Sueno (Sueno's Stone) es una piedra colocada de pie, Picto-escocesa Clase III, en el borde noreste de Forres, Moray (Escocia). Es la piedra picta superviviente más grande de su tipo en Escocia y tiene más de 6,5 metros de altura. Está situada en un banco elevado en una sección ahora aislada de la antigua carretera a Findhorn, desde la década de 1990 para proteger contra todo tipo de vandalismo y la erosión dentro de una vitrina a prueba de balas. La piedra lleva el nombre de «Sweyn Forkbeard» por asociación al rey Svend I de Dinamarca, pero esta asociación es casi segura que está equivocada.

## Descripción

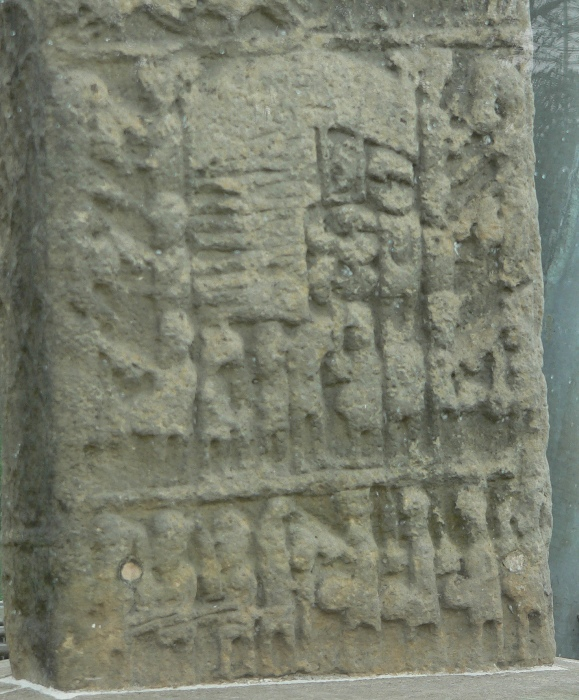
Paneles 3 y 4.

La Piedra de Sueno es una losa cruzada vertical con típicos símbolos de vid entrelazados de estilo picto en los paneles laterales. Está tallada en Old Red Sandstone («arenisca roja antigua»), que es frecuente en Laigh de Moray, pero ha sufrido un desgaste considerable en algunos lugares. La cara occidental tiene una cruz celta tallada con una elaborada decoración entrelazada y una escena figurativa mal conservada —tal vez una inauguración real— colocada en un panel debajo de la cruz. La cara este, tiene cuatro paneles que muestran una gran escena de batalla. El panel superior está bastante desgastado y muestra filas de jinetes. El segundo panel muestra soldados de infantería armados y el tercer panel muestra a los soldados vencidos decapitados, cabezas amontonadas, y soldados, arqueros y jinetes rodeando lo que podría ser un broch. El panel base representa al ejército victorioso que abandona el campo de batalla. Los lados también están muy tallados.

## Interpretaciones

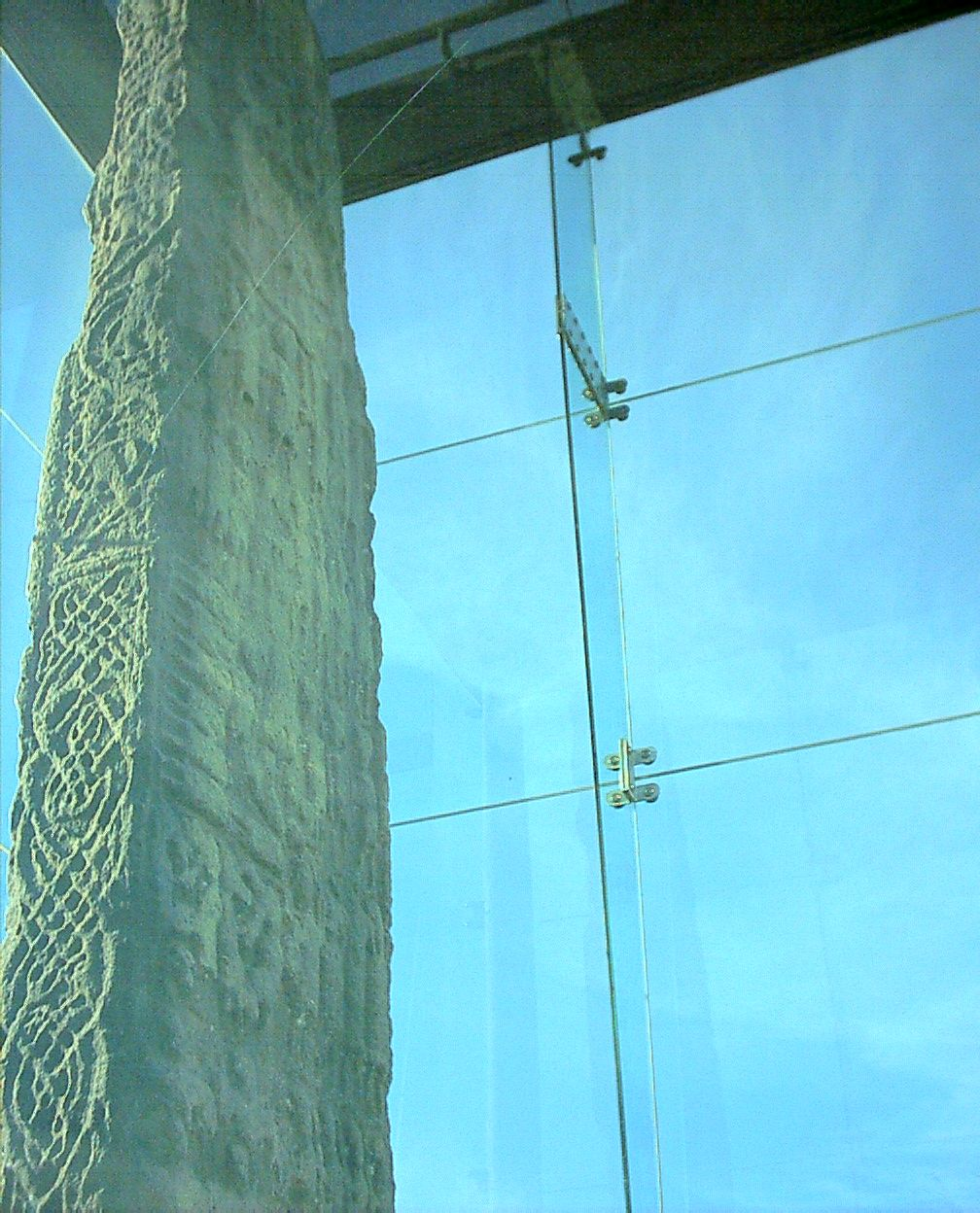
Piedra de Sueno, primer plano.

La datación por radiocarbono en el sitio produjo fechas de fragmentos de carbón entre los años 600 y 1000. Se distinguieron dos modelos separados pero similares que pueden relacionarse con una segunda piedra. Existe un acuerdo general de que las fechas de la piedra corresponden entre los siglos IX y X, y quizás una mayor precisión probablemente no sea posible. El examen de las tallas se ha llevado a cabo para comparar el estilo y también para interpretar la significación figurativa, y la histórica.  Las cruces irlandesas del siglo X son similares con sus modelos entrelazados y paneles llenos de figuras. Una hipótesis es que las figuras representadas en las escenas de batalla, desfile y decapitación son el ejército de Kenneth I de Escocia, la escena es la representación de la demostración de Kenneth de su autoridad militar y legal sobre el norte de Pictland. Los dos paneles laterales tienen tipos de vid sinuosos poblados con personajes como se muestra en el Libro de Kells. Esto sugiere una fecha entre los años 800 y 900. La interpretación tradicional de la escena de batalla fue que muestra una victoria de Malcolm II de Escocia (Máel Coluim mac Cináeda) —que reinó entre 1005 y 1034— contra daneses o escandinavos dirigidos por un tal «Sueno». Esto aparece en el Itinerarium Septentrionale de Alexander Gordon del año 1726 y se cree que de un hecho antiguo derivado del folclore y de las historias más eruditas de John de Fordun, Hector Boece y George Buchanan. Sin embargo, esta interpretación ya no está respaldada por historiadores ni arqueólogos.
Se han realizado varias interpretaciones más recientes. Anthony Jackson sugirió que la piedra mostraba el triunfo final de los cristianos gaélicos de Dál Riata sobre sus, supuestamente paganos, enemigos pictos, en cuyo caso habría sido erigido por Kenneth MacAlpin o sus sucesores inmediatos. Como alternativa, Archie Duncan expone su teoría de que la piedra registra la derrota, la muerte y el enterramiento de Dubh de Escocia (Dub mac Maíl Coluim) en el 966 o 967.